# Florian von Macchio

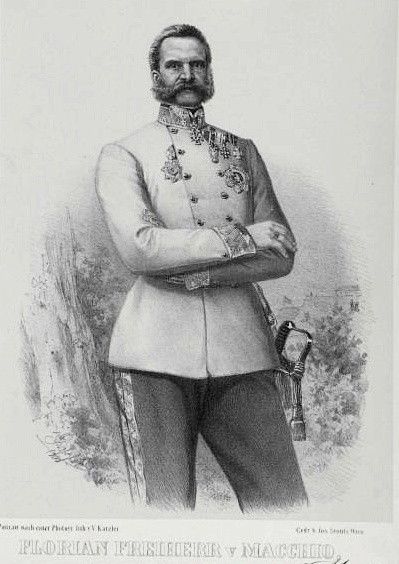
Florian von Macchio

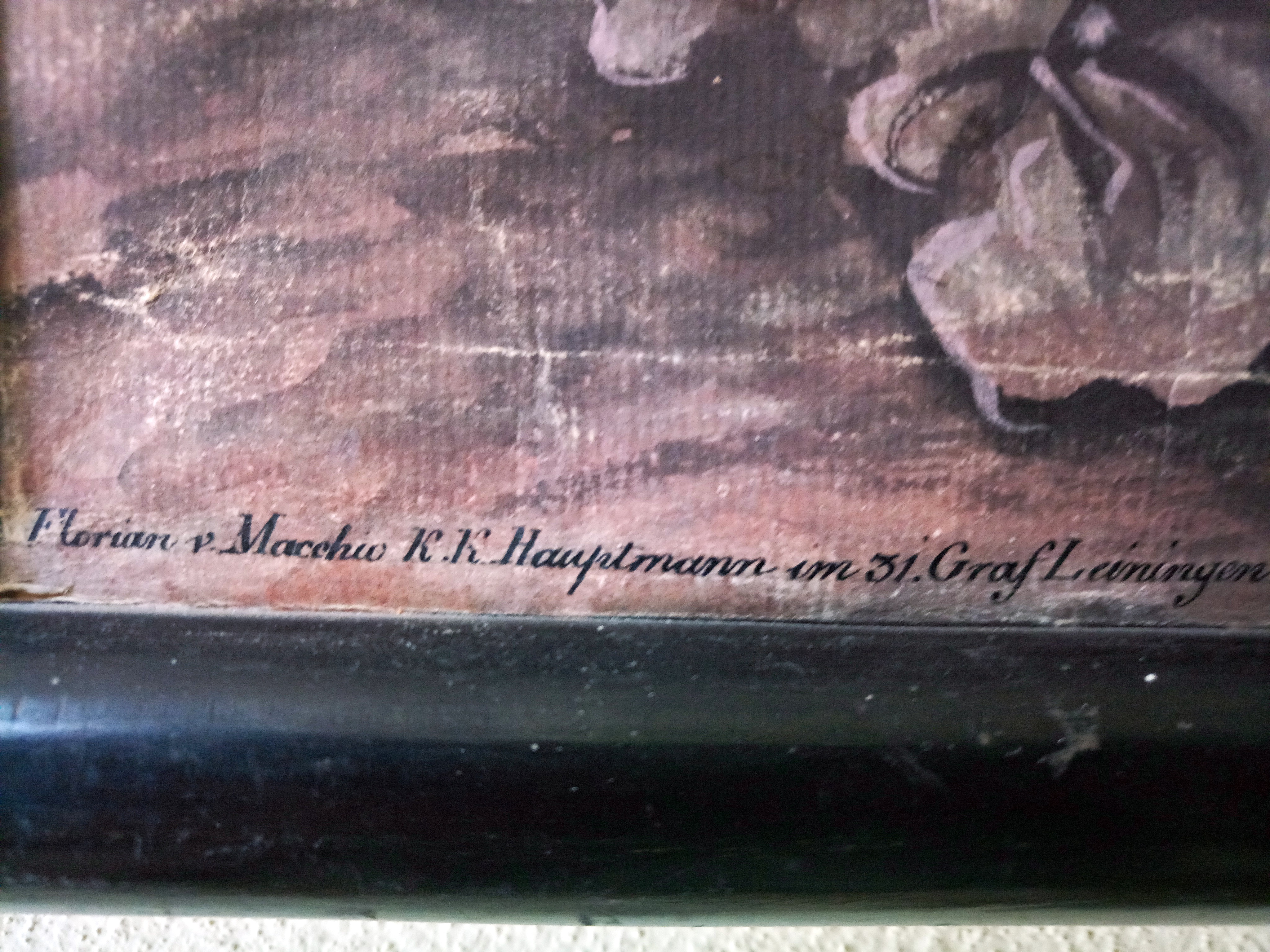
Signatur auf dem Leininger Stammbaum, Museum Grünstadt

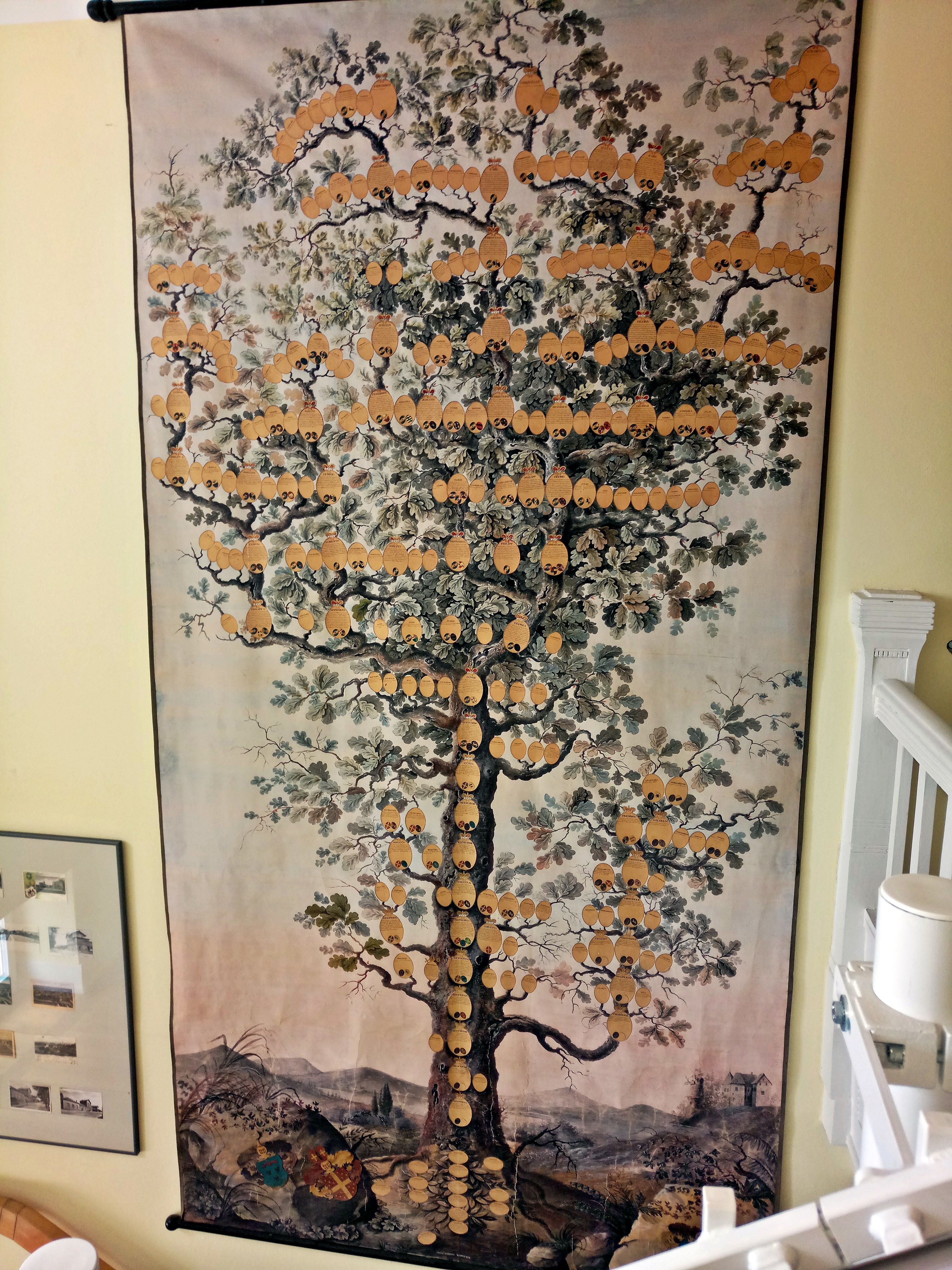
Leininger Stammbaum von Florian von Macchio, Altes Rathaus Grünstadt, 1830

Florian von Macchio, ab 1861 Freiherr von Macchio (* 14. August 1802 in Zadar, Kroatien; † 7. Februar 1895 in Baden bei Wien), war ein adeliger österreichischer Offizier, zuletzt Feldmarschallleutnant.

## Herkunft
Er entstammte dem ursprünglich lombardischen, 1807 in den österreichischen Adelsstand erhobenen Geschlecht der Macchio und war der Sohn des österreichischen Hofkriegssekretärs Johann von Macchio (1771–1853) sowie dessen Gattin Elisabeth geb. Babel von Fronsberg (1779–1855).

## Leben und Wirken
Florian von Macchio besuchte ab 1813 das 1. k.u.k. Staatsgymnasium Graz und trat 1821, als studierter Jurist, in die Österreichische Armee ein. 1830 war er Hauptmann und Adjutant des Regimentskommandeurs im Infanterie-Regiments Nr. 31. Offenbar war er auch historisch bzw. genealogisch interessiert, denn er fertigte in jenem Jahr seinem Kommandeur Graf August Georg zu Leiningen-Westerburg-Neuleiningen (1770–1849) einen riesigen Familienstammbaum mit geschichtlichen Anmerkungen, ausgeführt von einem Fähnrich Joseph Rech, als ca. 4 Meter lange und 2 Meter breite, kunstvoll, bunt gemalte Leinwandtafel. Diese hängt heute im Museum von Grünstadt, der Geburtsstadt des Grafen. Sie trägt die Signatur „Florian v. Macchio K. K. Hauptmann im 31. Graf Leininingen Westerburg Lin. Inft. Regiment und Adjutant Sr. Erlaucht des Herrn Regimentsinhabers construxit.“ 1838 beförderte man Macchio im gleichen Regiment zum Major.
Im April 1849 avancierte er zum Generalmajor, 1852 zum Feldmarschall-Leutnant und 1857 wurde er Inhaber des  k.k. Infanterieregiments „Kronprinz von Preußen“ Nr. 20. Am 1. September 1861 ging der Offizier in Pension. Durch Verleihung des Kommandeur-Kreuzes des Leopold-Ordens, am 15. März gleichen Jahres, erhob ihn der Kaiser in den erblichen Freiherrenstand Österreich-Ungarns. Außerdem trug er den Orden der Eisernen Krone 3. Klasse mit Kriegsdekoration und das Österreichische Militärverdienstkreuz, ebenfalls mit der Kriegsdekoration. Im Krimkrieg war er als Divisionskommandeur 1854 für die kampflose Besetzung der Kleinen Walachei verantwortlich.
Als Pensionär lebte der Freiherr in Graz und gehörte u. a. dem Historischen Verein für Steiermark an.
Florian von Macchio war verheiratet mit Angelica Antonia geb. von Mylius, Tochter des österreichischen Offiziers Eberhard Gereon von Mylius. Der Ehe entspross der Sohn Karl von Macchio (1859–1945), österreichischer Diplomat.